# Huney
Huney es una isla deshabitada cercana a la isla de Unst, en las islas Shetland, Escocia. Se encuentra localizada a aproximadamente 1 km al suroeste de la isla de Balta y ocupa una superficie de tan solo 0,2 km². 
Huney queda conectada con Unst cuando la marea es extremadamente baja.
- Datos: Q2731429
- Multimedia: Huney / Q2731429